# David Guetta
Pour les articles homonymes, voir Guetta.
David Guetta, né le 7 novembre 1967 à Paris, est un disc jockey, compositeur et producteur français. Il débute adolescent avant de se professionnaliser juste avant la majorité. Il se fait connaître au début de sa carrière comme une figure des nuits parisiennes en faisant ses premières armes dans divers lieux parisiens vers la fin des années 1980. Par la suite il crée ses propres soirées à Ibiza. 
Dès 2007, il acquiert une reconnaissance internationale avec ses albums Pop Life et One Love. Dès lors, plusieurs de ses titres comme When Love Takes Over, Sexy Bitch, ou Gettin' Over You se classent en tête des ventes à travers le monde. Depuis, sa renommée ne cesse de croître, démontrée par ses records de ventes, sa capacité à remplir les plus grands lieux lors de ses prestations ou par son nombre d'abonnés sur les réseaux sociaux. Entré dans le classement en 2005, il se voit d'ailleurs élu six ans plus tard « DJ le plus populaire du monde » par le magazine DJ Mag.
De grands noms de la scène urbaine collaborent sur la majorité de ses derniers singles, mais il participe aussi à l'introduction de nouveaux talents. En 2013, le titre When Love Takes Over de David Guetta en collaboration avec Kelly Rowland est élu meilleure collaboration pop-dance de tous les temps par le magazine Billboard. À l'été 2018, après la sortie de son septième album, 7, David Guetta totalise plus de 13 millions d'albums et 81 millions de singles vendus. Mondialement connu, il est le compositeur de l'hymne de l'Euro 2016 se déroulant en France.
Il est également le Français le plus suivi sur YouTube avec plus de 27,5 millions d'abonnés,,,.

## Biographie

### Jeunesse
Fils de la liégeoise Monique (psychanalyste belge,) et de Pierre Guetta (sociologue français d'origine juive marocaine, spécialiste du monde du travail, devenu, par la suite, restaurateur), David Guetta débute la musique en tant que disc jockey dans des boîtes de nuit parisiennes. Il est parallèlement étudiant en Administration économique et sociale à l'université de Paris X - Nanterre.
Il est le demi-frère par son père de Bernard Guetta,,, journaliste et homme politique français, spécialiste de géopolitique. Bernard décrit David comme : « bosseur, exigeant, cadré et très réfléchi. » Il est aussi le demi-frère de Nathalie Guetta, actrice qui travaille en Italie jouant dans la série Un sacré détective. En mars 2018, elle participe à l'émission de téléréalité Ballando con le stelle[pertinence contestée]. Il est aussi le demi-frère par sa mère de Dominique Vidal et Joëlle Vidal.

### Débuts (jusqu'en 2002)
Encore mineur, David Guetta fréquente une radio libre et se lance dans des mixsets au Broad, une boîte gay des Halles dans le centre de Paris où Florent Pagny travaille comme barman. À l'époque, dans les discothèques, le DJ mixait caché du public : « Quand j'ai commencé à Paris, le DJ était un anonyme, un moins que rien. Un jour, je suis allé à Londres, et j'ai vu que là-bas, où la musique house cartonnait déjà, toutes les lumières étaient braquées sur lui. J'ai investi toutes mes économies dans des disques d'électro et, à mon retour, j'ai passé un marché avec les patrons de boîtes qui m'employaient : je renonce à mon cachet mais, en contrepartie, je fais ma propre programmation et ma propre promo », mentionne-t-il. Il sympathise avec Kien, qui travaille également au Broad, et repère son talent lors des premières soirées acid house. Le Broad devenant trop petit face au succès de ces soirées, Kien lance, la saison suivante, les soirées hebdomadaires Unity au Rex Club avec David Guetta aux commandes de huit DJ confirmés dont Didier Sinclair. Au début des années 1990, Kien et David Guetta prennent la direction artistique du nouveau club Folies Pigalle, un ancien cabaret de Pigalle. La presse commence à s'intéresser au buzz créé dans ce cabaret de Pigalle, haut-lieu de la prostitution, transformé en dancefloor. Le quartier Pigalle devient peu à peu clinquant et arty, consacré aux musiques parallèles et aux sonorités nouvelles. Ainsi, la Boule Noire, l'Élysée-Montmartre ou même le mythique Chat Noir d'Aristide Bruant deviennent autant de salles de concerts et de clubs à la mode, drainant une foule de plus en plus nombreuse. Deux ans après, Philippe Fatien fait appel à eux pour la direction artistique à l'occasion de l'ouverture du Queen sur les Champs-Élysées.
Sa première apparition à la télévision se déroule sur FR3, le 8 janvier 1991, dans l'émission de divertissement humoristique La Classe. Il mixe alors le titre Nation Rap avec Sidney. David Guetta et Kien lancent ensuite des soirées Princess of the World au Central l'ancien Queen et des soirées house. David Guetta invite des DJ reconnus à venir mixer : Little Louie Vega, David Morales, DJ Pierre ou Roger Sanchez. En 1992, il fait la rencontre de Robert Owens, une légende américaine de musique house lors de sa tournée en Europe ; tous les deux composent un petit titre à succès, Up and Away, le premier de sa carrière. En 1994, son épouse Cathy Guetta, à l'époque serveuse aux Bains Douches, et Franck Maillot, serveur du Bal à Saint-Tropez, rejoignent l'équipe David et Kien pour les soirées du Bataclan en transformant tous les week-ends cette salle de concert en club branché à l'époque. David Guetta devient directeur du Pink Paradise avec sa femme, propriétaire du Sweet Bar et du restaurant Tanjia à Paris. Le Bataclan sert de tremplin à David et Cathy Guetta pour reprendre la direction artistique du Palace. Lui et sa femme prennent ensuite la responsabilité d'établissements comme Les Bains Douches. En 1996, il commence à organiser des soirées à Berlin et est alors une figure incontournable des nuits parisiennes.
En 2001, il fait écouter son morceau Just a Little More Love à Thomas Bangalter qui le donne au label Virgin. Guetta qui avait jusqu'à présent sorti deux singles confidentiels signe dans cette maison de production. L'année 2002 est un tournant dans sa carrière : il revend toutes les discothèques dont il est actionnaire pour se lancer comme producteur : les problèmes de toilettes et de convocations au commissariat pour des bagarres ne l'intéressant plus, : « J'ai pété les plombs. Je n'avais pas choisi ce métier où l'on gère des problèmes de toilettes bouchées » ; « un jour, je me suis rendu compte que je ne m'amusais plus », reprend-il.

### Just a Little More Love(2002–2003)
En 2002, il sort son premier album Just a Little More Love, plus de 300 000 exemplaires s’écouleront à la suite[réf. nécessaire]. Le titre phare Love Don't Let Me Go sur lequel figure Chris Willis est certifié disque d'or avec 376 000 exemplaires vendus. Profitant de ce succès, il monte sa propre soirée F*** Me I'm Famous avec Cathy Guetta, et commence à parcourir l'Europe. En 2003, David Guetta et Joachim Garraud composent un titre intitulé Just for One Day (Heroes), un remix d'un titre de David Bowie. Le titre est diffusé dans les radios au Royaume-Uni alors que David Guetta n'a pas reçu l'autorisation de remixer le titre. David Bowie découvre rapidement le titre à la radio et contacte David Guetta pour une sortie en CD single.

### Guetta Blaster(2004–2006)
En 2004, David Guetta sort son deuxième album, Guetta Blaster, dans lequel figure le titre Money, la bande originale du film People ; il édite également avec Joachim Garraud l'album du film. Le 22 novembre 2004, il sort en single un deuxième titre de cet album : The World Is Mine qui atteint la 16e place du Top 50 en France,. Il joue également pour la première fois à la Sensation White d'Amsterdam aux Pays-Bas, qui réunit plus de 45 000 personnes. Il fait une entrée remarquée dans le classement DJ Mag Top 100 à la 39e place en 2005.
En 2006, il fait paraître un mashup mixant le titre du groupe The Egg, Walking Away déjà remixé par le DJ allemand Tocadisco et l'a cappella de son propre titre Love Don't Let Me Go. C’est un second souffle pour le morceau de David, surpassant le succès du morceau original. En effet, le titre devient un tube durant tout l'été au Royaume-Uni permettant à son auteur d'accéder à une vraie notoriété internationale en tant qu'artiste de musique électronique et d'organiser des concerts un peu partout dans le monde. David Guetta est choisi par Madonna pour assurer la première partie de son Confessions Tour, le 27 août 2006 à Paris-Bercy.

### Pop Life(2007–2008)
La sortie de son troisième album Pop Life en 2007 est internationale. L'album se vend à 530 000 exemplaires dans le monde dont 300 000 en France[réf. nécessaire]. Pop Life se distingue de ses précédents albums car il fait pour la première fois usage de voix féminines, en plus de l'incontournable Chris Willis (la voix de Just a Little More Love et de la plupart de ses tubes précédents)[source insuffisante]. Le premier extrait Love Is Gone est un hit en club et à la radio durant l'été 2007. Cette chanson aura un succès suffisamment grand pour lui permettre de se faire connaître en dehors de l'Europe, notamment par des artistes américains. « Ce qui est fou, c'est qu'ils ont commencé à jouer Love Is Gone dans les clubs hip-hop aux États-Unis », affirme David Guetta. « C'était complètement inattendu. Love Is Gone a été aussi joué à la radio de New York à Miami. » Love Is Gone est la chanson la plus rentable en 2008, d'après la société de gestion des droits d'auteurs Sacem devant Relax de Mika et Double Je de Christophe Willem. Cela s'explique en grande partie par le fait que Love Is Gone est un succès dans les discothèques du monde et génère donc énormément de droits d'auteur. Le single se vend à 110 500 exemplaires en France, et est certifié single d'argent par le Syndicat national de l'édition phonographique.
Le deuxième titre de l'album Pop Life, Baby When the Light, en collaboration avec la chanteuse anglaise Cozi Costi, est certifié single d'or par le SNEP avec 150 000 exemplaires vendus fin 2009, soit deux années après sa sortie,. En 2007, il est 10e dans le classement DJ Mag Top 100, puis 5e en 2008.

### One Love(2009–2010)

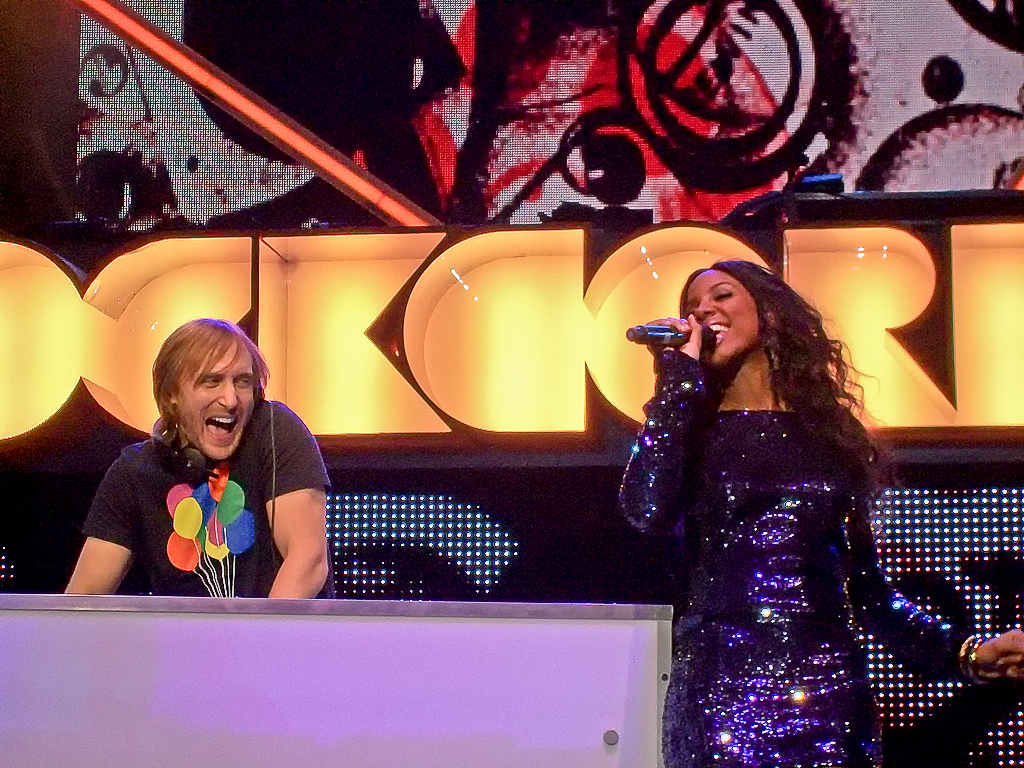
David Guetta et Kelly Rowland, en concert au festival Orange Rockcorps de Londres, en 2009.

À la fin 2008, David Guetta enregistre son quatrième album, One Love. De nombreuses personnalités du RnB contemporain sont invitées, dont Akon, Kid Cudi, Estelle, Will.i.am (pour qui il mixe I Gotta Feeling), Ne-Yo, Samantha Jade. Lors de ce quatrième album, David Guetta cherche plus d'indépendance : il tend à se libérer des rumeurs qui circulent quant à l'authenticité de ses productions. Il se sépare alors progressivement de Joachim Garraud, son ancien partenaire musical avec qui il a travaillé durant neuf ans (2000-2009). Il collabore pour l'album avec d'autres DJ et producteurs, dont Fred Rister, Afrojack, Sandy Vee, Jean Claude Sindres. De nombreuses stars y ayant contribué, EMI décide d'en faire une priorité internationale et de le sortir simultanément dans le monde entier : l'album se trouve ainsi commercialisé dans plus de 65 pays. Le jour de sa sortie, One Love se classe à la première place dans 17 pays simultanément. L'album est certifié disque de diamant avec plus de 500 000 exemplaires vendus en France et disque de diamant dans le monde avec plus de 1,5 million d'exemplaires vendus, soit l'album français le plus vendu dans le monde en 2009.

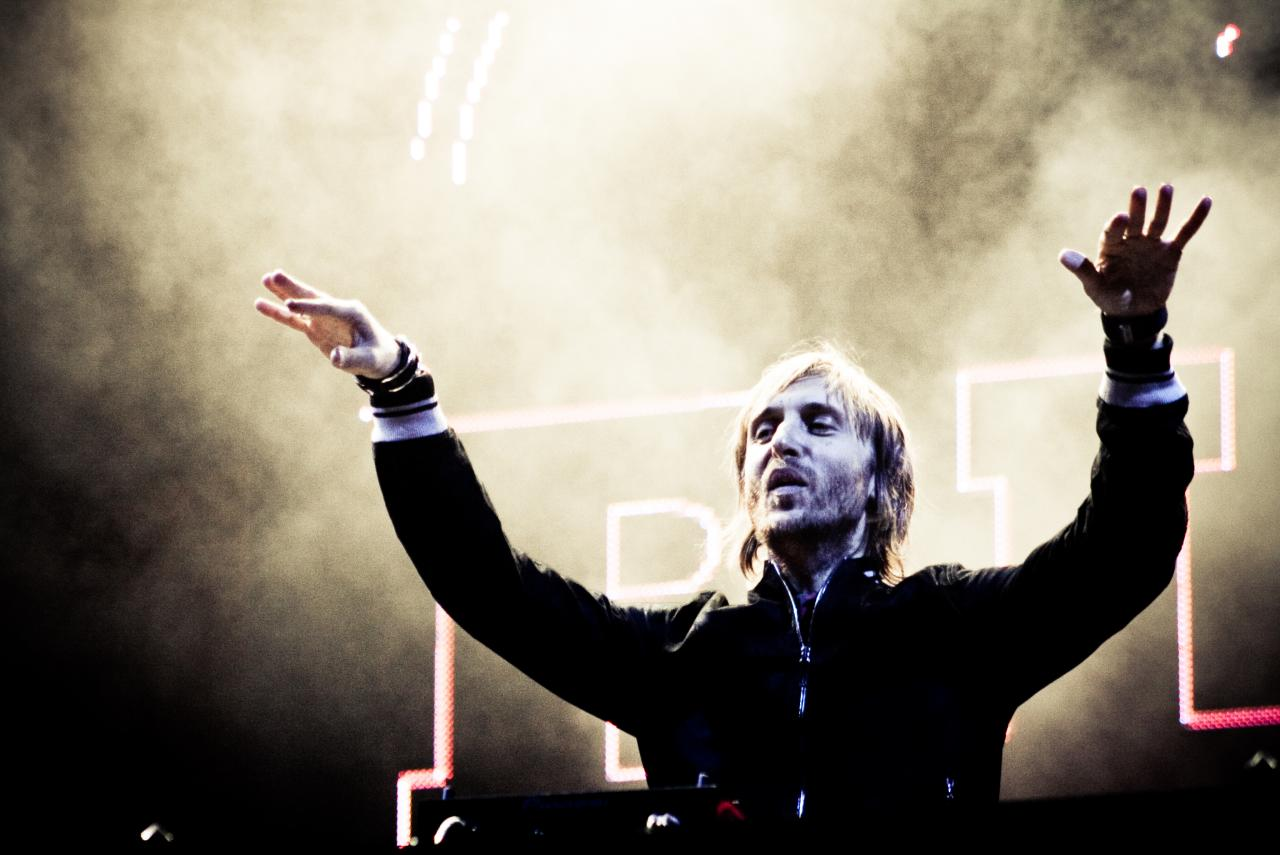
David Guetta au One Love Tour de Mexico, en 2010.

Le premier titre est When Love Takes Over, une chanson en collaboration avec l'ex-Destiny's Child, Kelly Rowland. Pour la première fois, David Guetta se trouve en tête des charts au Royaume-Uni. Il reçoit alors avec Fred Rister, coproducteur de cette chanson, les félicitations de l'organisme Sacem. « David Guetta a connu un succès historique en 2009 sur les marchés américain et britannique », signale Sophie Mercier, du Bureau Export, l'organisme parapublic chargé d'appuyer les artistes français à l'étranger. Trois mois plus tard, le single Sexy Bitch atteint aussi la première place au Royaume-Uni. Il est le premier artiste français, à réussir à placer deux singles à la première place des ventes au Royaume-Uni. Serge Gainsbourg, Charles Aznavour, Mr Oizo et Modjo qui ont également réussi à y être no 1 mais à ce jour[Quand ?] une fois,.
Les morceaux Gettin' Over You et Club Can't Handle Me atteignent également la première place des ventes, soit un total de quatre titres no 1 au Royaume-Uni[réf. nécessaire]. En 2010, David Guetta est le premier artiste français à faire la couverture du magazine américain Billboard consacré à la musique, avec en titre : « comment une star française de musique dance a changé le top 40. ». One Love a une répercussion sur le monde de la musique électronique ; en effet, il s'agit du premier album produit par un DJ ayant eu autant de succès sur le plan international. Steve Angello, l'un des membres de la Swedish House Mafia, explique, lors d'une entrevue avec le magazine DJ Mag, que le succès de David Guetta a permis de gagner en crédibilité sur la scène internationale. Ils peuvent ainsi collaborer avec le rappeur américain Pharrell Williams sur le titre One (Your Name). « J'ai toujours rêvé de réunir les musiques de ces deux mondes, le hip-hop et l'électro. Ce mélange de cultures va changer beaucoup de choses pour la scène électronique. Nous sommes à un vrai tournant », a estimé David Guetta. « Cette tendance montre un intérêt croissant pour ce genre musical à travers le monde, explique le musicologue Geoff Roberts. Des artistes comme David rendent la dance music populaire. Et avec l’arrivée des beaux jours, ce phénomène va encore s’amplifier ! »

### Nothing but the Beat(2011–2013)

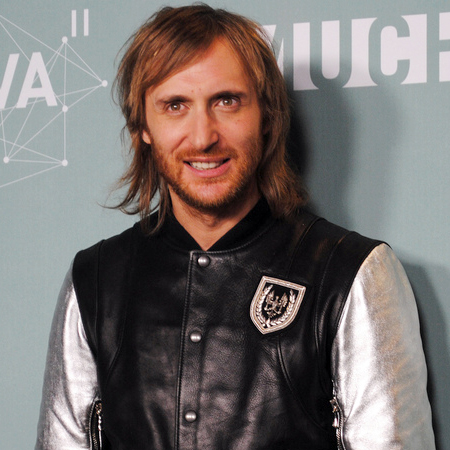
David Guetta en 2011.

Avant la sortie de son cinquième album, intitulé Nothing but the Beat, Guetta teste ses futurs titres en club et concert, comme Little Bad Girl en collaboration avec Taio Cruz et Ludacris. Le 2 mai 2011, le premier single Where Them Girls At est mis en vente sur iTunes. Le clip sort à la fin du mois suivant. Plusieurs artistes internationaux, comme Sia Furler, will.i.am, Avicii, Dev, Usher, Jessie J, Akon, Nicki Minaj, Rihanna ou Chris Brown entre autres, collaborent à l'album. Il s'agit du premier album studio du disc jockey sans la participation vocale de Chris Willis.
Nothing but the Beat sort le 29 août 2011. L'album a comme particularité d'être composé de deux disques, à l'exception des États-Unis. Le premier est constitué de coproductions avec des artistes internationaux tandis que le deuxième est un disque exclusivement instrumental. Ce dernier regroupe plusieurs inspirations. Si les fans s'attendaient à un retour aux sources de l'époque Joachim Garraud, il n'en est rien ; David Guetta s'oriente vers d'autres styles afin de montrer sa capacité à pouvoir faire des titres mainstream et underground. Il recense donc des titres que l'artiste veut « essentiellement pour faire danser ».

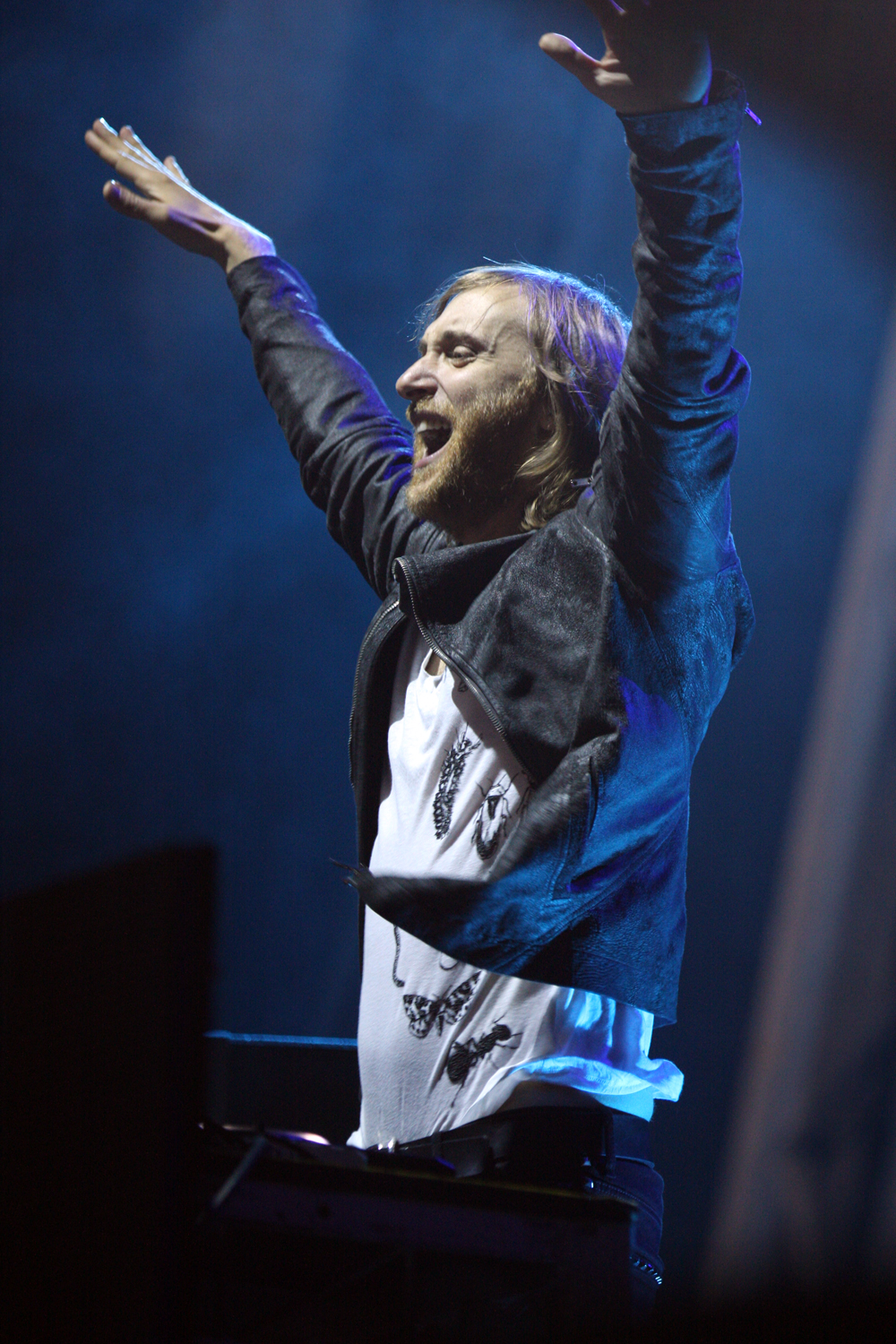
David Guetta sur scène à Sydney, Australie, en 2012.

Une réédition de l'album, intitulée Nothing but the Beat 2.0, est disponible début septembre 2012. Celle-ci contient notamment de nouveaux titres avec d'autres artistes en featuring comme Ne-Yo, Nicky Romero, ou encore Nervo. Le premier single de l'album s'intitule She Wolf (Falling to Pieces) en duo avec Sia, puis Just One Last Time avec Taped Rai en novembre, et ensuite Play Hard avec Akon et Ne-Yo sorti en mars de l'année suivante. En 2013, David Guetta se classe 5e dans le DJ Mag Top 100. Le 26 septembre, David Guetta dévoile le vidéoclip de sa nouvelle chanson One Voice, en collaboration avec le chanteur indépendant Mikky Ekko. Le single sort quelques jours plus tard et fait partie de la campagne humanitaire de l'ONU, nommée The World Needs More. David Guetta coécrit et produit le morceau Fashion!, issu du quatrième album studio de Lady Gaga, Artpop. Il compose et produit également quelques titres pour le huitième album studio de Britney Spears, Britney Jean, sorti en décembre 2013.

### Lovers on the SunEP (2014)
Le 20 janvier 2014, David Guetta publie son nouveau single Shot Me Down, en collaboration avec la chanteuse américaine Skylar Grey et coproduit par Giorgio Tuinfort. Ce titre est une adaptation du morceau éponyme de Nancy Sinatra. Le mois suivant, David Guetta publie sur Beatport un remix du morceau Addicted To You d'Avicii. Le 17 mars 2014, il dévoile Bad, une collaboration avec Showtek et Vassy, par le biais de la maison de disque Jack Back Records. Le 15 avril 2014, il publie son remix de Ten Feet Tall, un single d'Afrojack puis deux mois plus tard un nouveau titre, Blast off, avec la participation de Kaz James, ainsi qu'une vidéo lyrique de ce morceau le même mois. Le 30 juin 2014, Guetta publie un EP quatre titres, intitulé Lovers on the Sun, comprenant les morceaux Shot Me Down avec Skylar Grey, Bad avec Showtek, Blast off avec Kaz James, et enfin la chanson-titre avec Sam Martin, une piste inédite également premier extrait de son sixième album studio. Puis est annoncé le 7 juillet 2014, un remix de Lovers on the Sun par Showtek, et à nouveau deux autres remixes trois semaines après, par Stadiumx et Blasterjaxx. Le 6 octobre, David Guetta dévoile un nouveau single, Dangerous, dont la vidéo lyrique est mise en ligne le lendemain, et le clip un mois plus tard, où apparait l'acteur James Purefoy. Le morceau est une nouvelle collaboration avec Sam Martin qui atteint la première place des classements dans de nombreux pays.

### Listen(2014-2016)

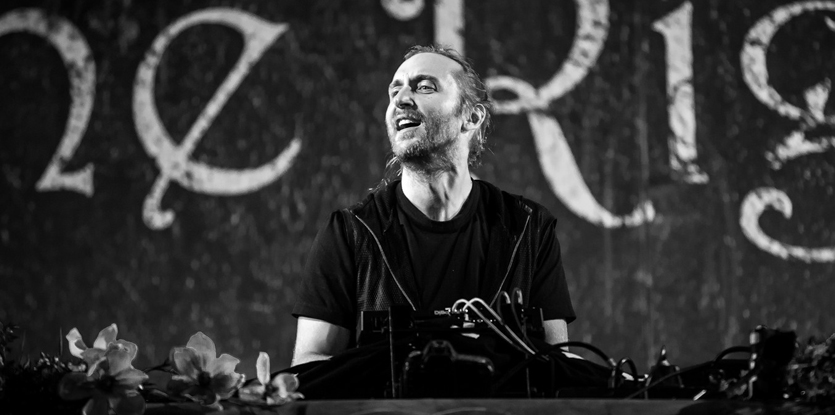
David Guetta au festival Tomorrowland en 2014.

Annoncé fin septembre, Listen, son sixième album, est publié le 24 novembre 2014. Celui-ci atteint la première place des classements dans 48 pays à sa sortie et devient premier des ventes ITunes dans 75 pays, cumulant rapidement plus d'un million d'exemplaires vendus. Sortant trois ans après Nothing But the Beat, David Guetta souhaite prendre, avec cet opus de dix-huit titres multipliant les collaborations, un virage plus musical. David Guetta est alors classé 7e au DJ Mag Top 100. Entre discothèques ou festivals, il précise faire 140 dates par an dont deux résidences à l'Ushuaïa et au Pacha qui font le plein tous les soirs, ainsi qu'une résidence à Las Vegas. À la fin janvier 2015, sort son single suivant, What I Did for Love, en duo avec Emeli Sandé, avec en plus un clip vidéo,. Au total, neuf singles sont extraits de Listen et à l'été 2015, David Guetta a vendu au total plus de dix millions d'albums et plus de 35 millions de singles. Le magazine Forbes révèle qu'en 2015, il gagne 32,6 millions d'euros (seul Calvin Harris est devant dans le classement des DJ les mieux payés avec 52,8 millions d'euros) et un peu moins l'année suivante.

### Sorties de singles (2017)
À la fin septembre 2016, il sort son nouveau single Would I Lie to You, une reprise du duo Charles & Eddie, avec Chris Willis et Cedric Gervais. Le 24 mars 2017, David Guetta publie Light My Body Up, sa quatrième collaboration avec Nicki Minaj, aux côtés du rappeur américain Lil Wayne. Le mois suivant, David Guetta publie sa collaboration avec le DJ néerlandais Afrojack, Another Life, aux côtés d'Ester Dean. Le 6 juin 2017, son single 2U, avec le chanteur canadien Justin Bieber est publié ; il est classé dans le Worldhit et marque le top 200 dans plus de 40 pays ,ce qui l'amène à être certifié disque d'or et multiple disque de platine en Europe et en Océanie. À la fin du mois, il sort une version remixée du morceau Versace on the Floor de Bruno Mars, troisième single de l'album 24K Magic (album) Le 3 novembre 2017, David Guetta et Afrojack publient leur single Dirty Sexy Money qui fait participer Charli XCX et French Montana. Il joue une version live du single aux NRJ Music Awards et MTV Europe Music Awards. Le 1er décembre 2017, Guetta publie le single So Far Away en collaboration avec Jamie Scott, Romy Dya et Martin Garrix sur Stmpd Rcrds, le label de ce dernier. Le morceau devait initialement faire apparaître les voix anglaises James Arthur et Ellie Goulding. Le 25 janvier 2018, il sort une version remixée du morceau Helium de Sia avec Afrojack. Il marque la sixième collaboration entre David Guetta et Sia.

### 7(2018)
7 est le septième album studio de David Guetta. Il sort le 14 septembre 2018 en tant que double album, le premier contenant des titres pop en collaboration avec des artistes internationaux et le second incluant des titres house aux sonorités underground proches de celles des débuts de David, qu'il signe sous le nom de Jack Back. David parle de cet album comme d'une nouvelle étape dans sa carrière, ne se limitant pas dit-il, aux ambitions commerciales, ce qui explique l'éclectisme et la liberté artistique de cet album avec des morceaux aux sonorités électro-pop, house, techno, trap, et latino, ainsi que des titres chantés en anglais et en espagnol. Sur cet album se trouvent des collaborations avec Sia, Nicki Minaj ou Martin Garrix qui ont déjà travaillé avec David Guetta, mais également de nouveaux noms tels qu'Anne-Marie, Madison Beer, Charli XCX, French Montana, J Balvin, Willy William, Lil Uzi Vert, G-Eazy, Ava Max, Faouzia ainsi que Justin Bieber et Jason Derulo.

### Dernières sorties et future rave (depuis 2019)

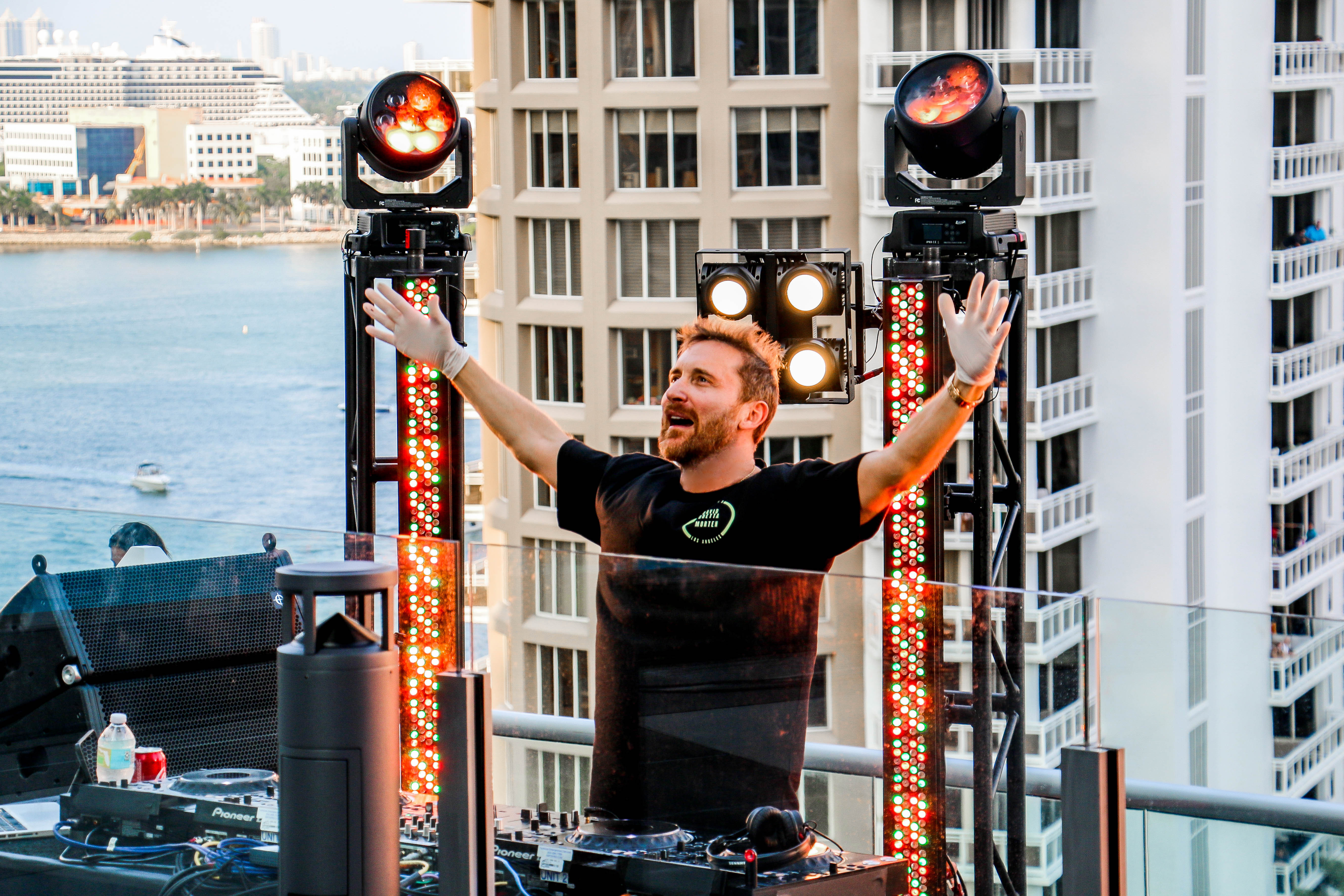
David Guetta à la première édition de United at Home, à Miami, en 2020.

Le 18 avril 2020, David Guetta joue au bord de la piscine, surplombant les toits du centre-ville de Miami depuis son emplacement à l'Icon Brickell pour la première édition de United at Home. 8 000 habitants dansent sur les chansons de l'artiste français depuis leurs balcons, alors que 14 millions d'autres ont rejoint le streaming sur les réseaux sociaux. Des fonds surpassant les 600 000 euros sont collectés pour l'Organisation Mondiale de la Santé, Feeding South Florida, Feeding America et la Fondation Hôpitaux de Paris-Hôpitaux de France. Le 30 mai 2020, David Guetta a mixé au Top of the Rock Observation Deck de New York City au Rockefeller Center pour la deuxième édition de United At Home devant une foule virtuelle de plus de 24 millions de personnes pour lutter contre la pandémie de COVID-19. Une troisième édition de United At Home a aussi eu lieu au Musée du Louvre, à Paris. Ce concert virtuel, diffusé en direct sur les réseaux sociaux le 31 décembre 2020, est aussi dans le cadre d'une collecte de fonds pour l'UNICEF et Restos du Cœur. Une quatrième édition de United At Home a aussi eu lieu en haut du Burj al-Arab, à Dubaï. Ce concert virtuel, diffusé en direct sur les réseaux sociaux le 6 février 2021, est aussi dans le cadre d'une collecte de fonds pour l'UNICEF et aussi pour Dubaï Cares.
Le 26 juillet 2019, David Guetta et Morten sortent leur 1re single Never Be Alone qui fait participer Aloe Blacc. Ce titre est le début d'un nouveau mouvement qu'ils nomment Future rave. Le 23 août, le duo publie son premier remix du morceau Heaven d'Avicii. Le 22 novembre, David Guetta et Morten publient leur 2d single Make It To Heaven qui fait participer la chanteuse britannique Raye. Le 6 mars 2020, c'est leur 3e single Detroit 3 AM qui sort alors que la pandémie de Covid-19 a déjà débuté, entraînant fermetures massives de discothèques, annulations de concerts et d'autres types d'événements publics. Le 16 juillet, David Guetta et Morten publient leur premier EP en commun New Rave incluant les singles Kill Me Slow et Nothing. D'autres singles en sont extraits : Bombardment et Odyssey. Le 11 septembre, David Guetta sort le single Let's Love, le 9e single en collaboration avec la chanteuse Sia. Le single a été produit et enregistré pendant le confinement. Le 30 octobre, David Guetta et Morten publient leur deuxième remix du morceau Let's Love de David Guetta et Sia, en version Future Rave. Le 13 novembre, le duo publie son 8e single, Save My Life qui fait participer le chanteur Lovespeake, sur Musical Freedom, le label de Tiësto. Le 4 décembre sort Dreams, le 9e single qui est une reprise de Fleetwood Mac avec la participation de la chanteuse Lanie Gardner. Le 12 février, la chanteuse Rita Ora en compagnie de Imanbek et David Guetta, sortent le titre Big. Le 26 février, David Guetta publie Bed avec la collaboration du DJ britannique Joel Corry et de la chanteuse Raye. Le 30 avril, il collabore à nouveau avec Afrojack pour le single Hero. Le 7 mai, il sort Get Together, une collaboration avec la boisson Tuborg du groupe Carlsberg. Le 20 mai, il collabore avec le duo suédois Galantis et les Britanniques Little Mix pour le single Heartbreak Anthem. Le 27 mai, il collabore avec Master KG et une troisième collaboration avec Akon pour le single Shine Your Light. Le 4 juin, sort Impossible, leur 10e single avec Morten sur leur mouvement de la Future Rave, avec le chanteur John Martin.
En octobre 2022, il annonce la sortie d’un nouvel album prévu pour 2023.

## Vie personnelle

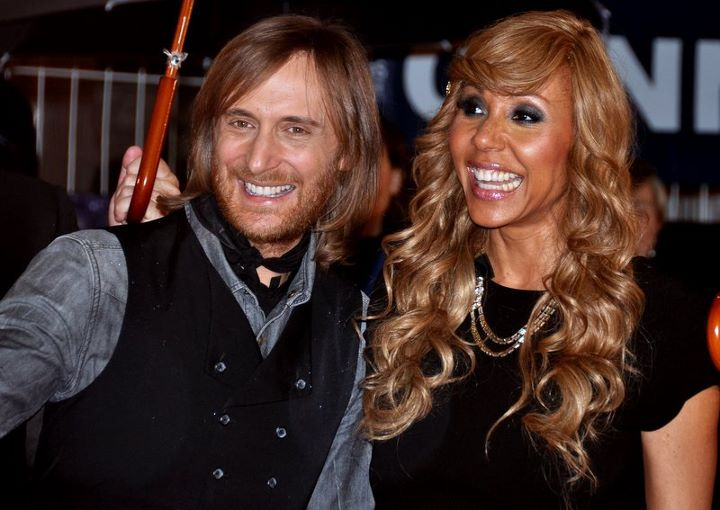
David et Cathy Guetta, aux NRJ Music Awards 2012.

David et Cathy Guetta se marient en 1992 et sont les parents d'un garçon, Tim-Elvis Guetta, né le 9 février 2004, et d'une fille, Angie Guetta, née le 23 septembre 2007. Le 20 août 2014, Cathy annonce leur séparation, dans le magazine Paris Match, après 22 ans de mariage.
Il est en couple depuis 2016 avec la mannequin, actrice et productrice cubaine, Jessica Ledon. 
Le 17 mars 2024, il annonce la naissance de son troisième enfant, Cyan Guetta, avec sa compagne Jessica Ledon.
En 2024, il vend son appartement de Miami pour 16 millions de dollars, battant le record du prix du m² dans cette ville, avec un prix de 62 000 euros le m².

## Activités parallèles

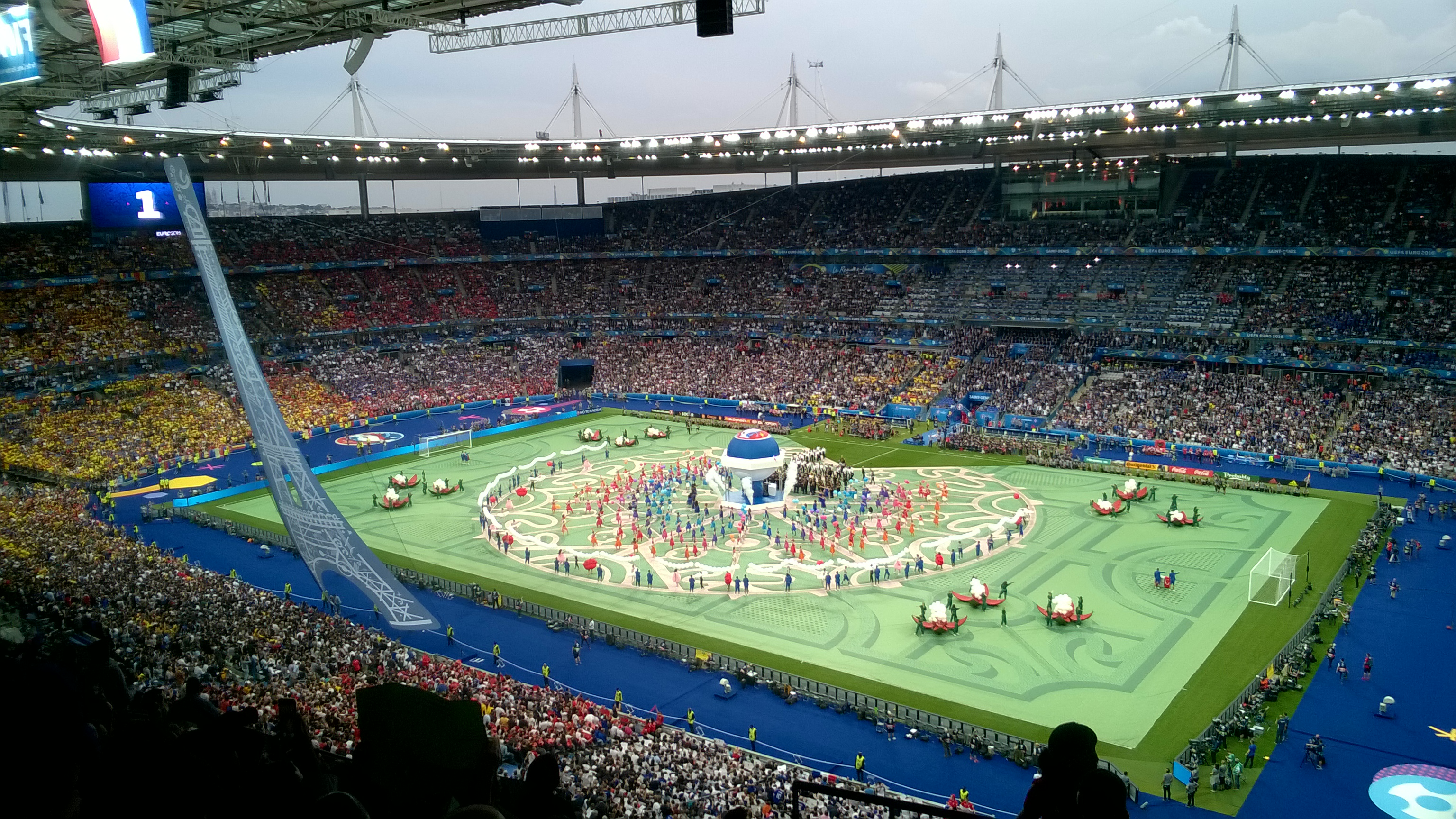
Cérémonie d'ouverture de l'Euro 2016 au Stade de France.

En octobre 2009, David Guetta est choisi pour être l'ambassadeur en Europe du jeu DJ Hero, qui est la suite de Guitar Hero, en version platine,. Depuis l'année 2009, David Guetta fait partie des ambassadeurs de la marque de casque audio Sennheiser. Selon la marque, « c’est le DJ le plus en vogue en France comme sur le plan international. Il est très populaire auprès de notre cœur de cible, les 15-24 ans, mais aussi pour les 25-45 ans. »
En 2010, David Guetta renouvelle sa collaboration avec Activision et fait partie des DJ jouables dans le jeu vidéo DJ Hero,. En septembre 2011, David Guetta se tourne vers la marque de casque audio Beats by Dr Dre et dévoile son Beats Mixr, qu'il pense lui-même, et conçoit pour les disc jockeys.
Le 10 juin 2015, il est choisi pour composer l'hymne de l'Euro 2016. Sa chanson This One's for You est dévoilée le 16 mai de l'année d'après sur YouTube. Le mois suivant il donne, sur le Champ de Mars de Paris, un concert gratuit d'ouverture du tournoi avec 80 000 spectateurs, un « rêve de carrière. Un aboutissement incroyable » précise-t-il,.

## Accueil

### Musique
Face à son succès important, David Guetta est parfois critiqué dans le monde de la musique électronique : les puristes de ce genre musical lui reprochent son côté grand public, son aspect trop commercial, son absence de talent, sa musique trop simple et ses mélodies trop faciles — accusation qu'il réfute fermement pour Le Monde : « Je fais de la house music vocale, remplie d'émotions. 
À l'opposé de cette techno minimale  sans âme ! »
Nombreux sont ceux qui s'insurgent contre le fait que Guetta, par sa médiatisation, ait un nombre de fans plus important sur sa page Facebook que des artistes comme Daft Punk. Ce sont les mêmes qui accusent Guetta d’avoir emprunté plusieurs mélodies à des titres des Daft Punk, comme The Alphabeat). Mais son côté commercial est également mis en avant par le journal 20 minutes qui écrit que Guetta a « acquis le statut de star hollywoodienne » et le qualifie d'« unique ambassadeur commercialement rentable de la scène dance française. » La soirée se négocie à plus de 35 000 euros en 2010 et bien plus les années suivantes.
David Guetta est aussi accusé de ne pas être l'auteur de ses titres, car la majorité de ses chansons n’est pas écrite et composée par lui-même, mais par d'autres disc jockeys et producteurs qui écrivent pour lui. Ce sujet l'exaspère : « Je n'ai jamais caché mes collaborations, je ne comprends pas que ça se retourne contre moi. Ça, c'est la France! Je suis numéro un aux États-Unis, et c'est tout ce qu'on trouve à me dire ! », déplore-t-il.
Toutes ces accusations ont commencé lorsque David Guetta a rencontré le succès avec la sortie du titre Love Don't Let Me Go en 2002. La virulence des critiques s’est ensuite amplifiée lorsque la carrière de David Guetta a connu un plein essor en France et à l'étranger.
Mais la situation de David Guetta n'est pas isolée : dans le monde de la musique électronique, les productions sont très souvent le fruit de plusieurs collaborations entre disc jockeys, que ce soit pour les paroles ou pour la musique. Cependant, la notoriété de David Guetta n'est pas la même que celle d’autres DJ : « David Guetta n’est pas un musicien, au sens classique du terme », commente son ancien partenaire musical Joachim Garraud pour le JDD.fr. Toutefois, cette interview est condamnée et démentie par Joachim Garraud sur son forum officiel : « Je me suis fais piéger par ce connard de journaliste. J'étais sur le concert de Jean-Michel Jarre, le journaliste était là aussi pour faire une interview de JMJ, pas pour m'interviewer. Bref, sous son air sympa, il pose des questions et ensuite ne garde que ce qu'il veut ! Je suis choqué par autant de fautes et de non-sens ! Il n'est même pas capable de retranscrire correctement nos échanges. Ensuite, on comprend bien qu'il en veut à Guetta et qu'il cherche n'importe quoi pour vendre du papier ! C'est ridicule et c'est de la tromperie, voilà pourquoi je me méfie de la presse écrite qui peut raconter n'importe quoi[réf. à confirmer]. »
Au cours de l’été 2010, Guetta est accusé de plagiat après la sortie de son titre 50 Degrees sur son album F*** Me I'm Famous. En effet, la Swedish House Mafia vient de sortir un titre qui connaît un succès mondial, One, dont la version vocale comporte les paroles suivantes : « Je veux connaître ton nom », « Vous venez de me tuer. Pouviez-vous au moins faire cela ?… » Si la Swedish House Mafia fait probablement allusion à ce plagiat dans son clip, à la fin duquel un personnage tatoué du logo FMIF vient prendre un synthétiseur, il est possible que ce plagiat ait été l’occasion pour Guetta de faire un clin d’œil amusé à ses collègues de la Swedish House Mafia, qui ne l’avaient pas autorisé à inclure One dans sa compilation Fuck Me I'm Famous. En effet, il semble difficile de parler de conflits entre la Swedish House Mafia et David Guetta dans la mesure où le groupe a collaboré à un certain nombre de titres de Guetta et s'affichait volontiers aux côtés du DJ lors de festivals communs.
Les Guignols de l'info de Canal+, l'accusent notamment d'avoir emprunté le début de I Gotta Feeling à un canard ou encore à un four micro-ondes. Il est désormais un personnage des Guignols qui apparaît régulièrement, et on critique surtout son manque de connaissance du solfège et de la musique en général. « Les Guignols me font rire […] c'est davantage la manière de jouer, le côté répétitif de la rythmique, qu'ils ont singé » précise-t-il.
La chanson Sexy Bitch se voit critiquée par le public pour ses paroles trop vulgaires, comme en témoigne le fait qu'aux États-Unis le titre Sexy Bitch soit remplacé par Sexy Chick. De même, la reprise de Sexy Bitch par les Girlicious est renommée Sexy Ladies.
Parmi les exemples de productions faussement attribuées à David Guetta, figure le titre Dirty Talk de la chanteuse américaine Wynter Gordon. Il s’agit, en réalité, d’un titre produit par Jupiter Ace, comme l’indique le site officiel de la chanteuse.
À l’inverse, ce phénomène permet à David Guetta ou à ses partenaires commerciaux d'entretenir l'image d'un producteur indispensable dans le paysage musical mondial, avec qui tous les artistes voudraient collaborer. Pareille image joue sur l’ambiguïté du terme « producteur », qui fait penser à un fabricant ou un réalisateur, alors qu'un producteur musical est plus volontiers, en français du moins, la personne ou l'entreprise qui finance un projet musical. Pour des raisons économiques, les DJs, le plus souvent, se produisent eux-mêmes en se qualifiant de DJ producteurs. Aussi est-il difficile de déterminer si un DJ est simplement un platiniste ou s’il est aussi le réalisateur artistique, le compositeur ou le producteur (financier) d'un titre ou d'un album.
Les multiples activités de DJ, et surtout de collaboration et de production avec d'autres artistes, ont permis à Guetta Events, la société de l’artiste, d'engranger 3,38 millions d'euros pour l'année 2010.
En juin 2021, il est annoncé dans le Financial Times que David Guetta a vendu l'ensemble des droits de ses titres passés et à venir à Warner Music pour 84 millions d'euros auxquels il faudra ajouter des royalties à chaque diffusion de l'une de ses musiques sur l'ensemble des plateformes.

### Prestations
Stéphanie Binet de Libération dénonce le côté « élitiste » des soirées Guetta, où « n’entrent que les gens branchés » et les blancs. La journaliste prétend qu'elle n'a pas pu rentrer au club Folie’s Pigalle à l'époque car elle était avec deux personnes de couleur : « Ils t’ont alpaguée dans la rue pour que tu les fasses entrer », prétendaient les videurs. Finalement, elle résume les années où les Guetta étaient gérants de boîtes de nuit : « elle a réinventé dans les discothèques la lutte des classes. Le petit peuple dans la fosse, les VIP dans un carré, un petit enclos où si tu ne paies pas ta bouteille au prix fort, c’est comme si tu n’avais pas une Rolex à cinquante ans. La lose », écrit Stéphanie Binet en parlant de Cathy Guetta. Selon elle, le même scénario semble se reproduire lors de la F*** Me I'm Famous de juin 2010 au Zénith de Paris : « la bière était vendue vingt euros pour le petit peuple et dix dans le carré VIP. » Pourtant, en juillet 2011, David Guetta donne un concert devant plus de 50 000 personnes au Festival des Vieilles Charrues ainsi qu'aux Francofolies de La Rochelle, réputés pour leur programmation éclectique et surtout populaire. La prestation séduit les festivaliers ainsi que le DJ lui-même : « Je me suis éclaté, et j'espère qu'ils se sont éclatés aussi », indique-t-il. Assurant que « ce moment-là, il l'a attendu depuis des années », le DJ ajoute que « c'est un jour particulier » pour lui. Ce concert de David Guetta dans un festival aussi populaire que les Vieilles Charrues ou les Francofolies tendrait à nuancer le discours selon lequel David Guetta ne mixerait que dans des clubs branchés et « élitistes ». Il reste malgré tout habitué des grandes scènes EDM mondiales, comme l'Ushuaïa Ibiza Beach Hotel, le festival belge Tomorrowland ou l'Ultra Music Festival de Miami par exemple.
En décembre 2014, le DJ se produit en France au palais omnisports de Bercy les 18 et 19 décembre 2015 puis janvier de l'année suivante.
De plus, depuis l'album One Love, David Guetta incorpore parfois de la musique hip-hop à ses productions ou ses sets au cours desquels il fait venir des stars de ce domaine comme Will.I.Am. C'est l'essence même de sa réussite au niveau international : « ce qui m'a rendu célèbre, c'est le mélange entre la puissance du son électro et l'émotion de la mélodie pop chantée… Ensuite, mon succès aux États-Unis est dû au mélange entre électro et musique urbaine. » Le titre Hey Mama, « un morceau plutôt hybride » tel que le décrit David Guetta, reste l'archétype de ce principe et rencontre un large succès de l'autre côté de l'Atlantique : « C'est le titre aussi que certains médias attendaient de moi là-bas ».

### Presse
Depuis 2007, il était le héros involontaire d'une bande dessinée dans le magazine musical Tsugi. Lui et sa femme Cathy Guetta en symbole du clubbing bling-bling, dans un délire mégalomaniaque, drogués, ivres de leur image. Une idée du dessinateur satirique Luz. « Je ne regarde pas ces choses-là, ça me fait du mal… La caricature, c'est prendre un trait de caractère et l'accentuer. Eux partent d'un mensonge. », se désole David Guetta.

## Distinctions
| 2005 | 39e (entrée) |
| 2006 | 31e (+8)     |
| 2007 | 10e (+21)    |
| 2008 | 5e (+5)      |
| 2009 | 3e (+2)      |
| 2010 | 2e (+1)      |
| 2011 | 1er (+1)     |
| 2012 | 4e (-3)      |
| 2013 | 5e (-1)      |
| 2014 | 7e (-2)      |
| 2015 | 6e (+1)      |
| 2016 | 6e (=)       |
| 2017 | 7e (-1)      |
| 2018 | 5e (+2)      |
| 2019 | 3e (+2)      |
| 2020 | 1er (+2)     |
| 2021 | 1er (=)      |
| 2022 | 2e (-1)      |
| 2023 | 1er (+1)     |
| 2024 | 2e (-1)      |

Le 17 novembre 2005, lors des House Music Awards qui se déroulent à Londres, au Royaume-Uni, David Guetta remporte les prix du « Meilleur évènement de la Winter Music conference » pour sa soirée F*** Me I'm Famous, du « DJ de l’année » et du « Meilleur live set » pour sa prestation au KissDaFunk. Le 24 octobre 2007, il est élu « Meilleur DJ House » aux DJ Awards à Ibiza. La même année, il est élu « Meilleur disc jockey au monde » au World Music Awards. Au Burn FG DJ Awards 2007, David gagne le prix du « Meilleur disc jockey en solo », qui est une catégorie établie par le vote des auditeurs, avec le titre Love Is Gone. En 2008, David Guetta est élu « Meilleur DJ House » au DJ Awards, la cérémonie au club Pacha de Ibiza, durant laquelle sont remis les trophées Green Kryptonite Award. Le 14 décembre 2009, Guetta et Fred Rister reçoivent le « Grand Prix Sacem à l'étranger ». Les deux artistes français ont été récompensés au Théâtre du Rond-Point à Paris pour avoir été les auteurs de plusieurs tubes mondiaux.
Le 23 janvier 2010, David Guetta gagne aux NRJ Music Awards le prix de « l'album international » pour One Love. Le 30 janvier 2010 à Los Angeles, David Guetta reçoit aux Grammy Awards avec Fred Rister le prix « Meilleur Enregistrement Dance de l'année » avec le titre When Love Takes Over. Le 4 février 2010, il est élu « Meilleur disc jockey au Monde » devant Tiësto classé deuxième, et Joachim Garraud troisième par Radio FG. Le classement est établi grâce aux votes des internautes. Le 19 mars 2010, David Guetta reçoit un disque d'or à Mexico, grâce au succès des ventes de One Love au Mexique. Le 27 mars 2010, à la Winter Music Conference de Miami, avec cinq récompenses en une seule soirée David Guetta est le gagnant de la cérémonie des International Dance Music Awards. Il remporte le prix de « Meilleur album d'artiste », « Meilleur producteur », « Meilleur DJ européen », « Meilleure chanson pop dance », « Meilleure chanson techno / house progressive ». En mai 2010, la plate-forme OnDemand de David Guetta se voit décerner le Adobe Site of the Day Award pour l'originalité du concept, le fait que ce site permette de laisser la main à l’internaute sur la conception d’un objet audio unique sur support CD. Le mardi 18 mai 2010, il reçoit le prix de « Meilleur DJ au monde », lors des World Music Awards. Durant cette cérémonie, il reçoit également un prix spécial récompensant l’ensemble de son travail en tant que producteur de musique,. David Guetta est nommé au MTV Video Music Awards du 12 septembre 2010, dans la catégorie « Meilleur clip dance » avec Sexy Bitch. David Guetta est récompensé au NRJ Music Awards, le 22 janvier 2011, dans la catégorie « Hit de l'année » avec Club Can't Handle Me. Il gagne aussi un NRJ Music Award d'Honneur, et un disque de platine pour son succès international.
Le 13 février 2011, David Guetta est, pour la seconde fois consécutive, récompensé aux Grammy Awards à Los Angeles pour le prix du meilleur remix de l'année avec Revolver de Madonna, réalisé en duo avec Afrojack. Le 20 octobre 2011, lors de l'Amsterdam Dance Event, David Guetta a été élu le meilleur DJ du monde selon un sondage réalisé par le mensuel britannique DJ Mag. Le disc-jockey français passe devant le néerlandais Armin van Buuren qui occupait la première place depuis les quatre dernières années. Le 28 janvier 2012, lors des NRJ Music Awards 2012, il est nommé dans la catégorie NRJ Music Award du groupe/duo/troupe international(e) de l'année et dans la catégorie NRJ Music Award de l'artiste masculin francophone de l'année. Aux États-Unis, il est récompensé dans la catégorie « compositeur EDM » aux Teen Choice Awards en 2012 et 2013,. Durant ces années-là, David Guetta, représentant la French Touch, devient le plus important vendeur de disques à l'étranger ainsi que le DJ ayant le plus grand nombre mentions « J'aime » sur Facebook d'après l'étude réalisée par DJ Magazine fin 2015.
En février 2017, il est invité au palais de l'Élysée avec sa compagne Jessica Ledon, née à La Havane, pour le dîner donné en l'honneur de Raúl Castro.
Début 2021, il est de nouveau meilleur DJ du monde selon un sondage réalisé par le mensuel britannique DJ Mag, position qu'il reprend deux ans plus tard après avoir laissé la place de tête à Martin Garrix en 2022 ; c'est la quatrième fois sur une décennie qu'il atteint le sommet du classement de popularité.
En 2022, 2023 et 2024, lors des NRJ Music Awards, il remporte le prix du DJ de l'année .

## Discographie

### Albums studio
- 2002 : Just a Little More Love
- 2004 : Guetta Blaster
- 2007 : Pop Life
- 2009 : One Love
- 2010 : One More Love
- 2011 : Nothing but the Beat
- 2012 : Nothing but the Beat 2.0
- 2014 : Listen
- 2018 : 7